# Lega Nazionale A 1942-1943 (hockey su ghiaccio)
La stagione 1942-1943 è stata la quinta del campionato svizzero di hockey su ghiaccio di LNA, e ha visto campione l'HC Davos.

## Classifica finale
| Posizione | Squadra             | G | V | N | P | GF | GF | DR  | Punti | Osservazioni      |
| --------- | ------------------- | - | - | - | - | -- | -- | --- | ----- | ----------------- |
| 1         | Davos               | 6 | 5 | 1 | 0 | 40 | 3  | +37 | 11    | Campione svizzero |
| 2         | Zürcher SC          | 6 | 5 | 0 | 1 | 28 | 9  | +19 | 10    |                   |
| 3         | Montchoisi Lausanne | 6 | 2 | 3 | 1 | 16 | 16 | 0   | 7     |                   |
| 4         | Arosa               | 6 | 1 | 3 | 2 | 9  | 12 | -3  | 5     |                   |
| 5         | Basilea Rotweiss    | 6 | 1 | 3 | 2 | 10 | 21 | -11 | 5     |                   |
| 6         | Berna               | 6 | 1 | 2 | 3 | 8  | 30 | -22 | 4     |                   |
| 7         | Grasshopper Zürich  | 6 | 0 | 0 | 6 | 8  | 28 | -20 | 0     |                   |

## Verdetti
| Lega Nazionale A 1942-1943 | Lega Nazionale A 1942-1943  |
| -------------------------- | --------------------------- |
| Lega Nazionale A           | Davos Nessuna retrocessione |
| Serie A                    | Nessuna promozione          |